# Abderramão Cã
Abderramão, Abederramão, Abderramane ou Abederramane Cã (Afeganistão, 1844 – Cabul, 1 de Outubro de 1901) foi um emir do Afeganistão.
Revoltou-se contra o emir Xer Ali Cã, apoderou-se de Cabul em 1866, derrubou Xer Ali e fez proclamar emir seu pai. Mas, em 1868, Xer Ali recomeçou a luta, recuperou o poder, e Abderramão Cã teve de refugiar-se na Rússia, em Tasquente.
Tendo sido sir Luís Cavagnari e a legação britânica massacrados em Cabul, os ingleses como demonstração de poder apoderaram-se da cidade em 1879 e Abderramão Cã, graças ao seu apoio, subiu ao trono em 1880. Como o tesouro do país estava esgotado, os ingleses, para lhe "prenderem" as mãos, deram-lhe em 1883 uma pensão de 540 contos de réis (moeda da altura), elevada em 1895 ao dobro. Abderramão Cã foi então visitar o vice-rei da Índia. Um tratado de delimitação concluído em 1893 com o governo anglo-indiano permitiu-lhe ocupar, de 1895 a 1896, o Cafiristão.